# Dipodomys compactus
Dipodomys compactus és una espècie de mamífer rosegador de la família dels heteròmids. Viu a Tamaulipas (Mèxic) i Texas (Estats Units). Es tracta d'un animal nocturn que s'alimenta de llavors. El seu hàbitat natural són les zones de vegetació escassa amb sòls sorrencs. Les poblacions insulars solen estar associades amb les dunes. Es creu que no hi ha cap amenaça significativa per a la supervivència d'aquesta espècie, tot i que és afectada per l'activitat humana.